# Bộ Chi (支)
Bộ Chi, bộ thứ 65 có nghĩa là "cành", "nhánh" là 1 trong 34 bộ có 4 nét trong số 214 bộ thủ Khang Hy.
Trong Từ điển Khang Hy có 26 chữ (trong số hơn 40.000) được tìm thấy chứa bộ này.

## Tự hình Bộ Chi (支)

Thẻ tre
Đại triện
Tiểu triện

## Chữ thuộc Bộ Chi (支)
| Số nét bổ sung | Chữ     |
| -------------- | ------- |
| 0              | 支/chi/ |
| 5              | 攱/kỹ/  |
| 8              | 攲/khi/ |
| 12             | 攳/tầm/ |